# Tom Clancy's Ghost Recon Frontline
Tom Clancy's Ghost Recon Frontline était un projet de Battle royale de tir tactique développé par Ubisoft Bucarest et édité par Ubisoft, qui devait sortir sur Microsoft Windows, Google Stadia, Amazon Luna, PlayStation 4, Xbox One, PlayStation 5 et Xbox Series. Le jeu a officiellement été annulé le 21 juillet 2022.

## Développement
Le jeu a été annoncé lors des célébrations des 20 ans de la franchise le 6 octobre 2021. Le jeu a officiellement été annulé le 21 juillet 2022.